# Karensmindeskolen
Karensmindeskolen er en folkeskole i Støvring med 698 elever, som gør den til Støvring største skole efter elevtal.
|  | Denne artikel om en bygning eller et bygningsværk kan blive bedre, hvis der indsættes et (bedre) billede. Du kan hjælpe ved at afsøge Wikimedia Commons for et passende billede eller lægge et op på Wikimedia Commons med en af de tilladte licenser og indsætte det i artiklen. |

56°52′55″N 9°49′49″Ø / 56.881844°N 9.830337°Ø
1. ↑  Tal fra https://uddannelsesstatistik.dk/pages/institutions/845011.aspx/